# 両棲偵捜大隊

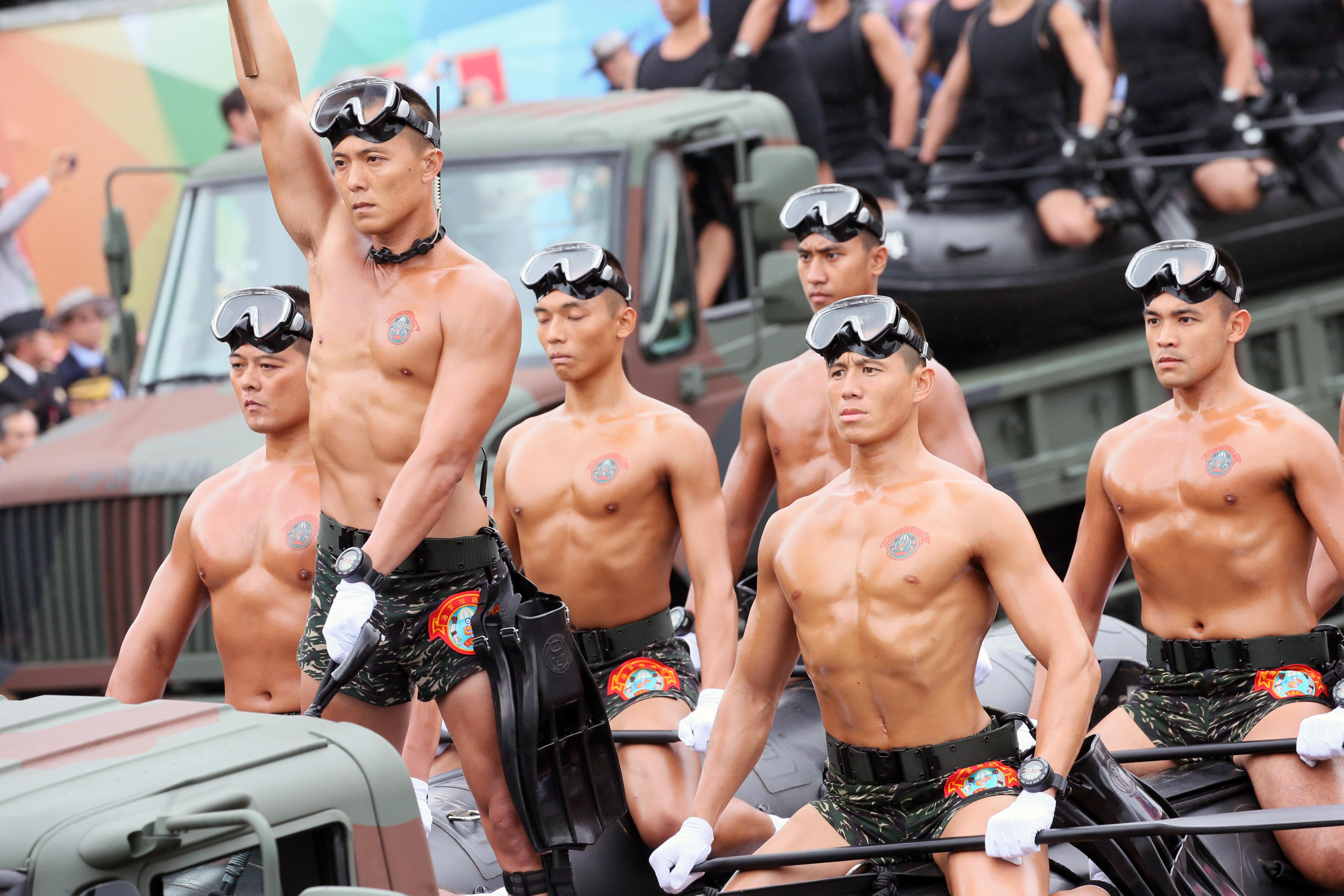
両棲偵捜大隊、迷彩柄の水着を着用している。

両棲偵捜大隊（りょうせいていそうだいたい、兩棲偵搜大隊）は、中華民国海軍陸戦隊指揮部の直属大隊の一つ。敵橋頭堡への逆上陸作戦の備えから水陸両用偵察を任務とする。

## 沿革
- 1950年~1955年 - 陸戦隊司令部は直属偵察隊を設立。後に陸戦第2旅団直属偵察分隊に改隷。初期の任務も現在の水陸両用作戦をみすえてのことであった。1953年に海軍から人員を選抜し海軍水中爆破大隊が訓練を代行し、ネイビーシールズが初期の専門訓練を半年間、毎次行った。1955年から後は3回に分けて養成し新兵訓練を実施。
- 1955年 - 陸戦第1師団設立。第1師団の部隊内の大隊の両棲偵査中隊直属に改隷、1966年に陸戦第2師団設立。第1師団部大隊偵査中隊を設置。1969年より前に各歩兵連隊の部隊内の中隊に第1捜索小隊を配置
- 1969年 - 各連隊の部隊内の中隊捜索小隊を分離し、師団の部隊内の大隊偵察中隊を統合させ、直属偵察捜索大隊を編制
- 1979年 - 捜索第2中隊を命令により編成し、全大隊兵力340人の陸戦第77師団を設立し、第1偵捜中隊を直属として設置
- 1984年 - 陸戦第77師団、直属偵捜中隊を解散
- 1996年~1997年 - 直属両棲偵捜大隊に改編し、各師団に1個の直属偵捜中隊を置く
- 1997年 - 海軍陸戦隊第66師団を解散。両棲偵捜大隊、陸戦第66師団偵捜中隊、海軍陸戦隊政治作戦中隊を司令部直属両棲偵捜大隊に統合
- 2001年 - 海軍陸戦隊第99師団を解散。直属偵捜中隊を大隊へ編入
- 2004年 - 海軍陸戦隊特勤隊を両棲偵捜大隊へ編入
- 2005年 - 水中爆破大隊を両棲偵捜大隊へ編入

## 訓練
正式な隊員となる前に、各訓練生はそれぞれチームに分かれて8週から12週にかけて「両棲専長訓」を行わなくてはならない。訓練は大きく分けてジョギング、水泳、操舟等3つに分けられる。8週から12週の集団生活は各隊員の思い出に残るものとなる。訓練の最終段階として各チームは「総合考験週」を通過しなくてはならない。総合考験週は22クラスに分け、前のチームは訓練期間中にすべての課程を修了しなくてはならない。各訓練生は5泊6日の短い間で訓練の成果が試される。

## 大隊編制
偵捜大隊は7個中隊で編制される。
- 偵捜第一中隊 - 水中偵察
- 偵捜第二中隊 - 陸上捜索
- 偵捜第三中隊 - 陸上捜索
- 特勤第一中隊 - 対テロ
- 特勤第二中隊 - 対テロ
- 爆破中隊 - 機雷処理
- 支援中隊